# 터를로시 이슈트반

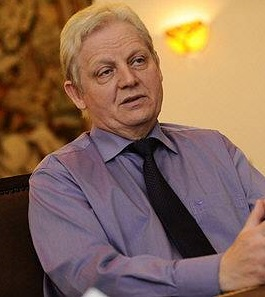
터를로시 이슈트반

터를로시 이슈트반(헝가리어: István Tarlós, 1948년 5월 26일 ~ )는 헝가리의 정치인으로, 2010년부터 2019년까지 부다페스트의 시장이었다. 1990년부터 2006년까지 오부더베카슈메제르구(일명 제3구)(Óbuda-Békásmegyer)의 구청장을 역임했으며, 2006년부터 부다페스트 시의회 의장이었다(무소속이나 청년민주동맹-기독교민주인민당 연합의 지지를 받았다). 2008년 당시 "사회국민투표"를 주도한 바 있다.
1973년 토목기사 너지 체칠리어와 결혼했으며, 슬하에 3명의 자녀와 6명의 손주를 두고 있다.